# Mitarbeiter-Erfolgsbeteiligung
Dieser Artikel wurde aufgrund inhaltlicher und/oder formaler Mängel auf der Qualitätssicherungsseite des Portals Wirtschaft eingetragen. 
Du kannst helfen, indem du die dort genannten Mängel beseitigst oder dich an der Diskussion beteiligst.
Erfolgsbeteiligung ist ein Oberbegriff für unterschiedliche Beteiligungsformen, die man in vier Gruppen einteilen kann: Ertrags-, Leistungs-, Gewinn- oder Wertsteigerungsbeteiligungen.
Bereits seit dem 19. Jahrhundert wird die Idee, Arbeitnehmer am Erfolg oder Kapital ihrer Arbeit gebenden Unternehmens partizipieren zu lassen, in der Politik, Wirtschaft und der Kirche diskutiert. Dabei stehen immer wieder neue Aspekte und Zielsetzungen im Fokus.
Vor dem Hintergrund des Fachkräftemangels gewinnen in diesem Zusammenhang vor allem die Motivations- und Bindungseffekte der Mitarbeiterbeteiligung besondere Beachtung. Denn wie eine Studie des Gallup Instituts zeigt, haben lediglich 14 Prozent der Arbeitnehmer eine enge Bindung zu ihrem Unternehmen, 15 Prozent haben innerlich schon ihre Kündigung ausgesprochen und über 70 Prozent machen „Dienst nach Vorschrift“. Es ist also von großer Bedeutung für die Unternehmen, Mitarbeiter langfristig zu motivieren und die Fluktuationsrate zu senken. Damit einhergehend muss die Identifikation der Beschäftigten mit dem Unternehmen vorangetrieben werden. Mitarbeiterbeteiligungsmodelle können dazu einen wesentlichen Teil beitragen.
Aufgrund ihrer Komplexität und Vielschichtigkeit weckt diese Thematik auch in der Politik die Aufmerksamkeit. So wurde 2009 von der Bundesregierung eine Neufassung des Gesetzes zur finanziellen Mitarbeiterbeteiligung („Mitarbeiterkapitalbeteiligungsgesetz“) verabschiedet, in dem die finanzielle (steuerliche) Förderung von Mitarbeiterbeteiligungsmodellen erhöht und die Möglichkeiten der technischen Durchführung erweitert wurden. Damit verfolgte die Bundesregierung das Ziel, eine stärkere Verbreitung der Beteiligung von Mitarbeitern am Erfolg und Kapital ihrer Arbeit gebenden Unternehmen zu erreichen.
Und auch heute nimmt das Interesse um diesen Sachverhalt nicht ab. So fand am 20. Mai 2019 die Tagung Mitarbeiterbeteiligung am Firmensitz der Allianz Global Investors GmbH in Frankfurt am Main statt. „Die bundesweit einzigartige Tagung informiert Unternehmen sowie Vertreter aus Politik, Verbänden und Gewerkschaften über Chancen und Möglichkeiten der finanziellen Teilhabe der Mitarbeiter an ihren Unternehmen.“

## Definition Mitarbeiterbeteiligung
Unter dem Begriff Mitarbeiterbeteiligung wird im Rahmen der variablen Vergütung die Beteiligung von Arbeitnehmern am Erfolg oder Kapital der Arbeit gebenden Unternehmen verstanden, welche über die vertraglich fixierte Entgeltkomponente hinausgeht. Dabei dient als Bezugsgröße die Unternehmensleistung.
Im Wesentlichen lassen sich zwei Arten der Mitarbeiterbeteiligung unterscheiden:
- die Kapitalbeteiligung und
- die Erfolgsbeteiligung.

Bei der Erfolgsbeteiligung erhalten die Arbeitnehmer auf Basis eines Periodenerfolgs des Unternehmens anteilig eine Sonderzuwendung, die zusätzlich zum regelmäßig gezahlten Entgelt ausgeschüttet wird. Die Kapitalbeteiligung hingegen macht Arbeitnehmer zu Kapitalgebern und lässt sie am Eigen- oder Fremdkapital des Unternehmens partizipieren. Beide Grundformen können ein eigenständiges Beteiligungsmodell bilden oder kombiniert werden. Letzteres ist in der Praxis häufig üblich.

## Erwartungen an Mitarbeiterbeteiligungsmodelle
Aus betrieblicher Sicht spielen bei der Einführung von Mitarbeiterbeteiligungsmodellen verschiedene Aspekte eine Rolle. Allem voran steht jedoch in den meisten Fällen das Ziel, die Leistungsmotivation der Mitarbeiter zu fördern und ihre Bindung an das Unternehmen zu stärken. Die Arbeitnehmer sollen lernen, sich mit den Zielen des Unternehmens zu identifizieren, indem die eigene Leistung und der eigene Erfolg sich im Unternehmenserfolg und letztlich in der individuellen Vergütung widerspiegelt. Das Unternehmen erhofft sich dadurch eine Produktivitätssteigerung ihrer Mitarbeiter, um damit einen Leistungszuwachs zu generieren. Voraussetzung für den Motivationseffekt ist, dass die Mitarbeiter auch einen direkten Einfluss auf den Leistungsoutput des Unternehmens haben und ihnen ihre eigene Verantwortung diesbezüglich bewusst ist. Ist dieser Zusammenhang nicht ersichtlich, wird der erwartete Anreizeffekt nicht eintreten. Zudem setzt dies die allgemeine Annahme voraus, dass der Faktor Geld ein Anreiz für die Beschäftigten darstellt, der zu mehr Leistungsbereitschaft führt. Grundsätzlich ist natürlich ersichtlich, dass Motivation von Mitarbeitern nicht nur auf ein Kriterium zurückzuführen ist. So kann ein Beteiligungsmodell neue Anreize schaffen, doch auch Themen wie Arbeitszeitgestaltung, Personalentwicklung und -führung sowie das allgemeine Unternehmensklima spielen dabei eine große Rolle.
Da in Deutschland die Eigenkapitaldecke in vielen Unternehmen verhältnismäßig gering ausfällt, kann und soll die Kapitalbeteiligung der Arbeitnehmer zudem dazu beitragen, die Liquidität des Unternehmens in finanziell schlechten Zeiten zu sichern und so vor einer möglichen Insolvenz zu schützen.
Insbesondere vor dem Hintergrund des Fachkräftemangels wird es für Unternehmen immer wichtiger, Mitarbeiter langfristig an das Unternehmen zu binden. Auch die Mitarbeiterbeteiligung kann dazu einen wesentlichen Teil beitragen, indem sie die Identifikation der Beteiligten mit dem Arbeitgebenden Unternehmen fördert. Voraussetzung zur Erreichung dieser Ziele ist eine partnerschaftliche Unternehmenskultur, die auf gegenseitige Akzeptanz und Vertrauen gegründet ist. Die Mitarbeiterbeteiligung ist also ein Instrument zur Steigerung der Unternehmensidentifikation der Beschäftigten, das von den Unternehmen angewendet werden kann. Es kann aber nicht für sich allein stehen und die Rahmenbedingungen ersetzen.

## Grundlagen der Erfolgsbeteiligung
Mitarbeitererfolgsbeteiligungsmodelle lassen sich arbeitsrechtlich in die Kategorie der Lohn- und Gehaltszahlungen einordnen. Dies hat zur Folge, dass auf die Erfolgszuwendungen ebenfalls Abgaben in Form von Lohnsteuer und Sozialversicherungsbeitrag anfallen.
Das Mitwirken der Beschäftigten am Erfolg des Unternehmens ist durch verschiedene Aspekte möglich, jedoch kann dies schnell undurchschaubar werden. Systeme, die vorwiegend die Mitarbeitermotivation steigern sollen, werden unter anderen Aspekten behandelt als jene, die die Realisierung flexibler Entgeltkomponenten im Fokus haben. Entscheidend ist ebenfalls der vorher zu prüfende Aufwand für Pflege und Verwaltung des Erfolgsbeteiligungssystems. Im Alltag haben sich gegenüber der individuellen Beteiligung die Gruppenbeteiligungen in Form einer Beteiligung am Jahresabschluss (Bilanz) durchgesetzt. Dies hängt damit zusammen, dass Leistungsbeteiligungen und Ertragsbeteiligungen den Nachteil aufweisen, dass sie lediglich am Markt bzw. an der betrieblichen Leistung gemessen werden.
Beide Modelle gehen davon aus, dass Leistung und Ertrag autark in Form von ansteigenden Gewinnen messbar sind, was jedoch nicht eindeutig der Fall sein muss. Dadurch kann es passieren, dass Erfolgsanteile zu leisten sind, ohne dass die aktuelle Ertragssituation des Wirtschaftlers dies widerspiegelt. Gewinnbeteiligungssysteme vereinigen Markt und innerbetriebliche Aspekte, die nur zu Gewinnanteilen werden, wenn ausschließlich messbarer Erfolg vorgewiesen wird. Diese Aussagen zählen zwar auch für die individualorientierten Systeme, allerdings kommen dort zusätzliche Aspekte hinzu, welche die fehlende Marktorientierung mit aufgreifen können.
Die momentanen Forderungen von Gewerkschaften und Arbeitnehmerverbänden machen den hohen Stellenwert für flexible Vergütungsmethoden deutlich. Auf der Basis fixer Lohn- und Gehaltsbestandteile sollen Mitarbeiter und Führungskräfte leistungs- und/oder erfolgsabhängige Einkommensbestandteile erhalten. Zwei Trends sind dabei deutlich zu erkennen.
Einerseits ist ersichtlich, dass erfolgsorientierte Systeme die leistungsorientierten Systeme ablösen. Die neue Ausrichtung macht deutlich, dass allgemeine Leistung nicht ausreicht, wenn nicht auch Erfolg in angemessener Höhe generiert wird. Außerdem wird den Beschäftigten suggeriert, dass Leistung nur dann ausreicht, wenn dies am Erfolg und dessen Bemessungsgrundlagen erkennbar ist.
Andererseits wird deutlich, dass gruppenorientierte Beteiligungssysteme oftmals mehr Anklang finden als die Einzelbewertung. Einzelzuordnungsbare Entlohnungen können in einzelnen Fällen zu einer messbaren Motivationssteigerung führen. Allerdings geht daraus nicht hervor inwiefern der Erfolg des Unternehmens dadurch spürbar zunimmt. Die gruppenorienteierte Beurteilung steigert das Gemeinschaftsgefühl sowie die Möglichkeit größere Ziele zu erreichen.

## Dimensionen der Erfolgsbeteiligung
„Die strategischen Ansatzpunkte (Dimensionen der Erfolgsbeteiligung) bei der Wahl der optimalen Beteiligungsform fragen nach den zeitlichen Horizonten (Short- oder Long-Term-Incentives), den motivationspsychologischen Wirkungsmechanismen (Individual- oder Gruppenorientierung) und den möglichen Ausgangsbasen (Leistung, Ertrag, Gewinn oder Wert).“

### Short- oder Long-Term-Incentives
Zu den Short-Term-Incentives gehören die etablierten Systeme der Erfolgsbeteiligung, wobei sich die Erfolgsmessung auf ein Geschäftsjahr bezieht. Einige versuchen diese Intervalle sogar noch kürzer zu fassen und auf ein Quartal oder sogar nur einen Monat zu verkürzen. Damit wäre es für die Mitarbeiter deutlich einfacher den Zusammenhang zwischen erbrachter Leistung und der daraus resultierenden Zuwendung (Erfolgsbeteiligung) herzustellen. Dies hätte zur Folge, dass ein größerer Motivationsschub auf die Arbeitnehmer ausgeübt wird, welches immer noch eine wichtige Rolle spielt.
Den Unternehmen ist es zusätzlich ein Bedürfnis ihre Mitarbeiter nicht zu verlieren, um so die Fachkompetenz und das erlangte betriebliche Know-how auf lange Sicht produktiv einsetzen zu können (Betriebsbindung). Eine Variante dafür sind die Aktienoptionen des Unternehmens, welche erst nach einer bestimmten Zeitperiode von oftmals mehreren Jahren und unter Voraussetzung des noch bestehenden Arbeitsverhältnisses sich beim Mitarbeiter bemerkbar machen. Diese Form wird häufig bei Führungskräften angewandt.
Durch den Versuch, so die Arbeitskräfte an das Unternehmen zu binden besteht die Möglichkeit langfristig mit ihnen zu planen. Somit können z. B. neue Märkte erschlossen sowie neue Produkte oder Produktgruppen entwickelt und auf den Markt gebracht werden.

### Individual- oder Gruppenorientierung
Gruppenorientierung lässt sich zusammenfassen, in dem ein für eine vorgegebene Mitarbeitergruppe kalkulierter Erfolgsanteil nach feststehenden Richtlinien auf die berechtigten Erwerbstätigen verteilt wird. Sie dient dazu, das Gruppendenken, Gemeinschaftsgefühl und das allgemeine Miteinander zu stärken.
Bei der Gruppenorientierung kann bei den Mitarbeitern ein zusätzlicher Druck aufgerufen werden, der durch die in der Gruppe gesetzten Ziele auftritt. Dies ist solange unproblematisch, bis sich der Druck auf ein messbares Niveau hebt. Eine weitere Problematik stellt das Teilen des Erfolgs für erbrachte Leistungen mit den Gruppenmitgliedern da, was dazu führen kann, dass einzelne Mitarbeiter nicht ihr komplettes Leistungsniveau erreichen oder ausschöpfen. In der Praxis tritt dieses allerdings selten auf, da durch die „Gruppe“ ein Kontrollgremium entsteht, welches sich selbst überprüft und individuelle Schwächen schneller erkennt und ausgleichen kann (Suche nach einer Lösung). Die Stärken eines einzelnen Mitarbeiters können so allerdings auch deutlich einfacher zu Tage gebracht werden und somit das bestmögliche Ergebnis erzielt werden. „Eine Kette ist nur so stark wie ihr schwächstes Glied“.
Bei der Individualorientierung hingegen wird lediglich die erbrachte Leistung des einzelnen Arbeitnehmers bewertet und gegebenenfalls honoriert. Die Höhe der finanziellen Zuwendungen sind durch verschiedene messbare Größen zu definieren. Zum einen kann die Erfolgsquote an der erbrachten Stückzahl in Abhängigkeit zur Zeit gemessen werden. Andererseits besteht die Möglichkeit die Qualität der erbrachten Leistung zu bewerten. Diese Variante ermöglicht es den Mitarbeitern sich direkt mit ihrer erbrachten Leistung und der daraus folgenden Honorierung zu identifizieren.

## Modelle der Erfolgsbeteiligung
Die Erfolgsbeteiligung lässt sich grundsätzlich in vier Formen unterteilen, denen unterschiedliche Bezugsgrößen zugrunde liegen. Die verschiedenen Formen der Mitarbeiterbeteiligung teilen sich auf in Leistungsbeteiligung, ertragsorientierte Erfolgsbeteiligung, gewinnorientierte Erfolgsbeteiligung und virtuelle Beteiligungssysteme.

### Gewinnbeteiligung
Die Gewinnbeteiligung, auch gewinnorientierte Erfolgsbeteiligung genannt, ist die Form, welche sich in der betrieblichen Praxis gegenüber der Ertragsbeteiligung und der Leistungsbeteiligung einzelner oder aller Mitarbeiter durchgesetzt hat. Bei der Gruppenorientierten Form der Gewinnbeteiligung kann man zwischen der Ausschüttungsgewinnbeteiligung, der Substanzgewinnbeteiligung und der Bilanzgewinnbeteiligung differenzieren.
Hierbei weist vor allem die Bilanzgewinnbeteiligung wesentliche Vorteile auf und ist in Deutschland die meist praktizierte Form der Erfolgsbeteiligung. Die Beeinflussung innerbetrieblicher und marktlicher Aspekte wird verhindert, wodurch eine ausreichende Bemessungsgrundlage für die Beteiligung geschaffen wird. Da die Ausschüttungsgewinnbeteiligung und die Substanzgewinnbeteiligung in der Praxis nicht von Bedeutung sind, gehen wir im Folgenden nicht weiter auf diese zwei Arten ein.
Ein bedeutender Vorteil der Bilanzgewinnbeteiligung ist, dass die Beteiligung am Unternehmenserfolg nur bei „schwarzen Zahlen“ fällig wird, also nur dann, wenn Gewinn erwirtschaftet wird. Außerdem sind die verschiedenen Systeme der Gewinnbeteiligung einfach, übersichtlich und lösen kaum Konfliktpotential aus, da sie auf Basis von Verhandlungs- und Kompromisslösungen aufgestellt werden. Bei der Einführung und Systempflege stellt die gewinnorientierte Beteiligung nur wenige Anforderungen an das Unternehmen.
Vor der Einführung einer Gewinnbeteiligung sind einige Aspekte zu regeln, festzulegen und zu verhandeln. Um eine Grundlage für den späteren Erfolg einer Mitarbeiterbeteiligung zu schaffen, wird empfohlen zur Einführung eine Betriebs- und Dienstvereinbarung aufzustellen, um vor allem Interpretationsfehler der Mitarbeiter vorzubeugen.
Eine Analyse der Hans-Böckler-Stiftung mehrerer Betriebsvereinbarungen, in denen eine Gewinnbeteiligung geregelt ist, ergab eine Unterteilung in drei Gewinnbeteiligungssysteme. Unterteilt wird häufig in die „reine Gewinnbeteiligung“, die Kombination aus Gewinnbeteiligung und anderen Formen der Erfolgsbeteiligung und der Gewinnbeteiligung ausschließlich zur Finanzierung einer Kapitalbeteiligung.
Die Ausschließliche Gewinnbeteiligung, welche auch unter der reinen Gewinnbeteiligung zu verstehen ist, verwendet neben dem Gewinn keine weiteren Kennzahlen zur Bemessung der Beteiligung.
Bei der Kombination der Gewinnbeteiligung mit anderen Formen der Erfolgsbeteiligung werden zusätzlich zum Gewinn andere Leistungskennzahlen mit berücksichtigt z. B. die Qualität der Produkte oder Produktivität der Mitarbeiter.
Unter einer Gewinnbeteiligung zur Finanzierung einer Kapitalbeteiligung werden Kombinationen aus Kapital- und Erfolgsbeteiligungen verstanden. Eine Gewinnbeteiligung wird im Voraus vereinbart, diese soll oder muss jedoch wieder im Unternehmen angelegt werden. Dies dient dem Finanzierungseffekt einer Kapitalbeteiligung.

### Ertragsbeteiligung
Die Ertragsbeteiligung kann auch als ertragsorientierte Beteiligung bezeichnet werden. Bei dieser Form der Beteiligung ist die Bezugsgröße eine andere, als bei der im Voraus erklärten Gewinnbeteiligung. Als Bemessungsgrundlage wird am häufigsten der Umsatz oder auch die Wertschöpfung verwendet. Eine andere Möglichkeit wäre, den Roh- oder Nettoertrag als Bezugsgrößen festzulegen. Der Roh- bzw. Nettoertrag verdeutlicht, dass der Erfolg einer Unternehmung nicht nur vom effizienten Einsatz der Produktionsfaktoren, sondern auch vom Absatzerfolg abhängt.
Eine Ausschüttung an die Mitarbeiter findet statt, auch wenn kein Gewinn erwirtschaftet wird, dies stellt den wesentlichen Unterschied zur Gewinnbeteiligung dar. Im Gegensatz zur unternehmerischen internen, leistungsorientierten Betrachtungsweise steht die Marktentwicklung, mit externer Sichtweise im Vordergrund.
Die hohe Abhängigkeit von externen Bedingungen können zu einem Problem führen, da ein Umsatz auch mit überproportionalen Kosten erreicht werden kann und folglich kein oder nur geringer Gewinn erwirtschaftet wird. Als Beispiel einer externen Bedingung kann die Konjunktur genannt werden, diese ist in vielen Bereichen nur gering beeinflussbar. Folglich weist auch die Ertragsbeteiligung eine geringe Beeinflussbarkeit auf.
Für die Beteiligung der Mitarbeiter am Ertrag des Unternehmens muss im Voraus ein gerechter Verteilungsschlüssel festgelegt werden. Um diesen und alle anderen Einzelheiten der Ertragsbeteiligung fair zu definieren, ist eine betriebswirtschaftliche sowie eine psychologische Sichtweise auf diese Form der Erfolgsbeteiligung notwendig. Ein derartiger Verteilungsschlüssel muss individuell für jedes Unternehmen festgelegt werden, damit er von den Mitarbeitern als verständlich und gerecht empfunden wird.

### Leistungsbeteiligung
Im Rahmen der Leistungsbeteiligung wird die Höhe des Erfolgsanteils anhand der Mitarbeiter-Gesamtleistung gemessen. Systeme im Sinne einer Leistungsbeteiligung sind bereits seit den 1950er Jahren sehr gefragt, die Nutzung dieser Beteiligungsart hat allerdings zunehmend abgenommen. Es wird im Voraus ein Leistungsziel definiert, wenn dieses Ziel dann überschritten wird kommt es zu einer Beteiligung am Erfolg. Die Höhe der Ausschüttung wird ebenfalls vorher definiert, damit ein festes Gesamtziel besteht. Das Leistungsziel ist in der Regel die für den Mitarbeiter zu schaffende Normalleistung. Hierzu muss sich an messbaren Größen gehalten werden, um ein vergleichbares Ergebnis zu bekommen. Das Beteiligungssystem muss nicht auf ein ganzes Unternehmen angewandt werden, sondern kann auch für Abteilungen oder Arbeitsgruppen eingeführt werden.
Die Leistungsbeteiligung ist von dem Leistungslohn zu unterscheiden, denn sie orientiert sich an der Leistung mehrerer Personen und entlohnt diese auch im Sinne einer Bonusausschüttung. Außerdem muss sich das Leistungsziel nicht unbedingt am Markt orientieren, sondern kann auf jedes, zu setzende Ziel, bezogen werden. Dies kann negative Auswirkungen auf das Unternehmen haben, da z. B. auch Boni gezahlt werden müssen, wenn es weniger Produkte abgesetzt hat, aber die Leistungsbeteiligung sich in dem Fall nicht an der Absatzmenge orientiert. Dieser Nachteil für die Unternehmen, kann für Mitarbeiter ein Vorteil sein, da sie an ihrer eigenen Stärke gemessen werden und nicht von z. B. schwankenden Gewinnen beeinflusst werden.
In Unternehmen wird diese Form der Erfolgsbeteiligung daher immer weniger eingesetzt. Im Rahmen einer individualisierten Leistungsbeteiligung, bekommt der Arbeitnehmer eine individualisierte Motivation zur Leistungserhöhung. Hierbei zählt weniger der Teamaspekt, sondern es geht darum dem Arbeitnehmer ein anstrebenswertes Entlohnungspaket zusammenzustellen. Probleme bei der Leistungsbeteiligung sind das oben genannte Risiko einer Ausschüttung in problematischen Zeiten, außerdem die Setzung des Leistungsrahmens, da dies öfter zu einem Diskussionspotential zwischen Arbeitgeber und Arbeitnehmer führt. Des Weiteren ist durch eine erhöhte Leistung der Mitarbeiter in nachteiligen Situationen nicht immer ein Gewinn für das Unternehmen gegeben. Die Leistungsbeteiligungen führen somit zu einem hohen Aufwand, in Bezug auf die Pflege des Systems und die richtige Zielsetzung für die Mitarbeiter. Der Akkordlohn ist eine sehr frühe Form der individuellen Leistungsbeteiligung. Eine leistungsorientierte Vergütung kann frei mit anderen Formen der Mitarbeiterbeteiligung verbunden werden, um ein komplexeres Bonusentlohnungssystem zu schaffen.

### Virtuelle Beteiligungssysteme
Die Virtuellen Beteiligungssysteme haben, wie auch die Leistungsbeteiligungen eine vorab festgelegte Zielsetzung, an der die Höhe und die tatsächliche Ausschüttung eines Bonus gemessen wird. Allerdings orientieren sie sich nicht an der Leistung, sondern am Kapitalmarkt. Die virtuellen Beteiligungssysteme können in die Aktienoptionen, die Phantom Stocks und die Stock Appreciation Rights eingeteilt werden. Diese Art der Entlohnung fällt unter die langfristige variable Vergütung oder auch Long-Term-Incentives. Sie werden noch der Erfolgsbeteiligung zugeordnet, da es eine sehr indirekte Form der Kapitalbeteiligung ist und nicht in der Dauer einer Kapitalbeteiligung wirkt. Hierbei ist der Anreiz, dass eine Kurssteigerung auch positive Auswirkungen auf den Mitarbeiter hat. Diese Systeme sind daher eher für Positionen im Management interessant. Durch die langfristige Orientierung dieser Optionen bekommt der Mitarbeiter außerdem den Anreiz für eine langfristige Wertsteigerung des Unternehmens zu arbeiten, denn nur so hat seine Erfolgsbeteiligung einen Wert.

#### Aktienoptionen (Stock Options)
Falls es eine Beteiligung in Form von Aktienoptionen gibt, wird am Anfang einer Periode eine Menge an Aktien, zu einem bestimmten Preis festgelegt, die der Mitarbeiter dann erwerben kann, wenn er die vom Unternehmen festgelegten Ziele erreicht hat. Das hat den Vorteil, dass der Mitarbeiter bei einer Börsenwertsteigerung die Aktien zu einem günstigeren Preis erwerben kann und somit Gewinn erwirtschaftet. Falls es zu keiner Steigerung des Aktienwertes kommt, verfällt das Erwerbsrecht einfach. Das Unternehmen hat den Vorteil, dass das Geld erst einmal im Unternehmen selbst angelegt ist, außerdem kann sich der Shareholder Value steigern. Das Beteiligungssystem trägt somit zur aktiven Entwicklung des Unternehmens und zur verstärkten Mitarbeiterbindung bei. Ein Nachteil von Stock Options kann sein, dass es zu einer Verwässerung des Aktienwertes kommt, dadurch, dass das Unternehmen neue Aktien für die Beteiligungen an die Börse bringt. Darunter hat dann der Altaktionär zu leiden, dessen Aktien nicht mehr denselben Unternehmensanteil besitzen. Wenn der Börsenkurs sinkt, verlieren die Stock Options auch an Reiz und können zu einer Unzufriedenheit der Beteiligten führen. Um dies zu vermeiden, kann auch an anderen Größen, wie zum Beispiel dem Aktienindex gemessen werden.

#### Stock Appreciation Rights (SAR)
Bei Stock Appreciation Rights erhalten die Begünstigten eine Auszahlung gemessen am Wert des Unternehmens bzw. am Aktienwert. Hier werden Ziel und Menge der Aktien wieder vorher definiert. Somit kann dieses Beteiligungssystem auch in Unternehmen eingesetzt werden, die sich nicht an der Börse bewegen. Für solche Unternehmen werden dann Unternehmenswertkennzahlen eingesetzt, um den Erfolg zu messen. Im Unterschied zu Aktienoptionen hat der Mitarbeiter zu keinem Zeitpunkt eine Unternehmensbeteiligung inne. Ein Vorteil ist auch, dass es zu keiner Handlung an der Börse und somit zu keiner Veränderung der Aktienwerte kommt. Ein Nachteil ist, dass es zu einer unerwartet hohen Ausschüttung an die begünstigten kommt, da es auch zu einer unerwarteten Kurswertsteigerung gekommen ist.

#### Phantom Stocks
Phantom Stocks sind eine Möglichkeit des Unternehmens, den Mitarbeiter sowohl am Gewinn als auch am Verlust des Unternehmens zu beteiligen. Somit werden die Phantom Stocks als eine virtuelle Kapitalbeteiligung behandelt. Es wird gemessen an einer simulierten Kursentwicklung des Unternehmens. Sollte sich der tatsächliche Wert am Ende der Periode unter dem simulierten befinden, muss sich der Mitarbeiter an der negativen Entwicklung beteiligen und dafür im abgemachten Rahmen aufkommen. Allerdings gibt es ein Modell, bei dem Unternehmen anbieten die Aktien zum Referenzkurs zurückzukaufen, um das Risiko der Mitarbeiter zu lindern und die Attraktivität dieses Beteiligungssystems zu steigern. Der Begünstigte wird als fiktiver Gesellschafter behandelt. Jedoch ist die Partizipierung an Gesellschafterversammlungen nicht begründet. Auch im Rahmen dieses Beteiligungssystems muss sich das Unternehmen nicht an der Börse befinden und es müssen keine echten Aktien bestehen. Wenn dies der Fall ist, dann wird am Unternehmenswert gemessen.